# Красненский сельсовет (Минская область)
Красненский сельсовет (бел. Кра́сненскі сельсавет) — административная единица на территории Молодечненского района Минской области Республики Беларусь. Административный центр — деревня Красное.

## География
На территории сельсовет протекает река Уша.

## История
Образован 12 октября 1940 года как Улановщинский сельсовет в составе Радошковичского района Вилейской области БССР. Центр—деревня Улановщина. С 20 сентября 1944 года в составе Молодечненской области. 16 июля 1954 года в состав сельсовета включена деревня Красное, в которую перенесён центр сельсовета, сельсовет переименован в Красненский. С 20 января 1960 года в составе Молодечненского района Минской области. 
9 августа 1960 года в состав сельсовета из Мясотского сельсовета переданы деревни Кончаны, Костюшки и Ракутёвщина. 
В 1974 году упразднены деревни Мачулы, Сергеевщина, Хожовщина. 26 августа 1991 года из части сельсовета образован Чистинский сельсовет. 
В 2004 году упразднены хуторы Леушовщина и Пронцевичи. 
28 июня 2013 года из состава сельсовета исключена деревня Раевка и включена в состав Чистинского сельсовета.

## Состав
Красненский сельсовет включает 28 населённых пунктов:
- Абремовщина — деревня.
- Бояры — деревня.
- Видевщина — агрогородок.
- Волковщина — деревня.
- Гирди — деревня.
- Грунтишки — деревня.
- Ивки — деревня.
- Ивонцевичи — деревня.
- Козлы — деревня.
- Колошевщина — деревня.
- Кончаны — деревня.
- Костюшки — деревня.
- Красное — деревня.
- Красовщина — деревня.
- Кромовщина — деревня.
- Лоси — деревня.
- Малашки — деревня.
- Малые Кошевники — деревня.
- Мозоли — деревня.
- Плебань — деревня.
- Ракутёвщина — деревня.
- Ревяки — деревня.
- Свечки — деревня.
- Суринты — деревня.
- Суходольщина — деревня.
- Татарщина — деревня.
- Улановщина — деревня.
- Уша — деревня.

Упразднённые населённые пункты:
- Леушовщина — хутор
- Мачулы — деревня.
- Пронцевичи — хутор
- Сергеевщина — деревня.
- Хожовщина — деревня.

## Население
Население сельсовета по переписи 2009 года (29 населённых пунктов) — 5592 человека, из них 91,4% — белорусы, 6,2% — русские; по переписи 2019 года (28 населённых пунктов) — 4535 человек.

## Культура
- Фольварк Ракутёвщина, музей-усадьба Максима Богдановича — филиал Учреждения «Государственный музей истории белорусской литературы» в д. Ракутёвщина